# San Nicolás Mavatí
San Nicolás Mavatí är en ort i kommunen San Felipe del Progreso i delstaten Mexiko i Mexiko. Samhället hade 1 346 invånare vid folkräkningen 2020.